# Ben Chifley
Joseph Benedict „Ben” Chifley (ur. 22 września 1885 w Bathurst, Nowa Południowa Walia, zm. 13 czerwca 1951 w Canberze) – australijski polityk, w latach 1945–1949 premier tego kraju.

## Życiorys

### Młodość
Pochodził z niezamożnej, katolickiej rodziny o irlandzkich korzeniach. Jego ojciec był kowalem. Ukończył edukację w wieku zaledwie 15 lat i zaczął pracę na kolei, gdzie szybko doszedł do stanowiska maszynisty pociągu. Był jednym z założycieli związku zawodowego przedstawicieli tej profesji, a także działaczem Australijskiej Partii Pracy (ALP). W 1914 dokonał konwersji na prezbiterianizm, będący religią jego żony Elisabeth. W 1917 stanął na czele długiego i głośnego strajku kolejarzy.

### Początki kariery politycznej
W 1928, za drugim podejściem, został wybrany do Izby Reprezentantów. Trzy lata później po raz pierwszy wszedł do rządu, stając na czele resortu obrony. W tym samym roku stracił jednak mandat parlamentarny i został zmuszony do pozostawania na utrzymaniu żony. Dorabiał jako współwydawca lokalnej gazety w swoim rodzinnym Bathurst. W 1935 premier Joseph Lyons powołał go do komisji analizującej sytuację australijskiego sektora bankowego po Wielkim Kryzysie. Chifley doszedł do wniosku, że banki należy znacjonalizować. Poglądu tego nie podzieliła jednak większość komisji i ostatecznie opublikował swoje przemyślenia w tzw. raporcie mniejszości.

### Minister i premier
W 1940 powrócił do parlamentu, zaś wkrótce potem premier John Curtin powierzył mu funkcję skarbnika (ministra finansów). Choć formalnym wicepremierem był wówczas Frank Forde, w praktyce to Chifley był w gabinecie Curtina osobą numer 2. Podczas gdy premier skupiał się na zarządzaniu australijskim udziałem w II wojnie światowej, Chifley nadzorował większość dziedzin polityki wewnętrznej. Po śmierci Curtina w 1945, niejako automatycznie premierem został Forde. Jednak zaledwie po sześciu dniach Chifley pokonał go w wyborach na nowego lidera ALP i tym samym przejął tekę szefa rządu.
Jako premier Chifley pragnął zreformować australijską gospodarkę zgodnie z zasadami socjaldemokracji. Wprowadził zasiłek dla bezrobotnych i zmienił zasady polityki imigracyjnej. Powrócił także do swej dawnej idei upaństwowienia banków, ale Sąd Najwyższy uznał ustawę w tej sprawie za niekonstytucyjną. Doprowadził też do powstania instytucji obywatelstwa Australii (wcześniej wszyscy jej mieszkańcy byli formalnie obywatelami brytyjskimi), wywiadu i pierwszego narodowego przewoźnika lotniczego.

### Schyłek kariery i śmierć
W 1949 ALP doznała upokarzającej porażki w wyborach do Izby Reprezentantów, ale zachowała kontrolę nad Senatem. Chifley musiał oddać władzę przywódcy liberałów, Robertowi Menziesowi, ale poprzez blokowanie inicjatyw nowego premiera w izbie wyższej, mógł skutecznie utrudniać mu rządzenie. W 1951 gubernator generalny rozpisał na prośbę premiera przedterminowe wybory, które dały Menziesowi przewagę w obu izbach.
Kilka tygodni później Chifley doznał ataku serca i zmarł. Premier Menzies dowiedział się o tym podczas oficjalnych uroczystości z okazji 50-lecia istnienia Australii. Chwilę później nakazał natychmiastowe przerwanie ceremonii, co miało być formą hołdu dla jego wielkiego politycznego rywala.